# Poustevna Nanebevstoupení (Solovecký klášter)
Poustevna Nanebevstoupení (rusky Вознесенский скит) je jedna z pousteven Soloveckého kláštera, nacházející se na vrchu Sekirný, druhém nejvyšším bodu Soloveckého ostrova. Nachází se zde unikátní chrám Nanebevstoupení Páně, který slouží zároveň jako maják.

## Historie

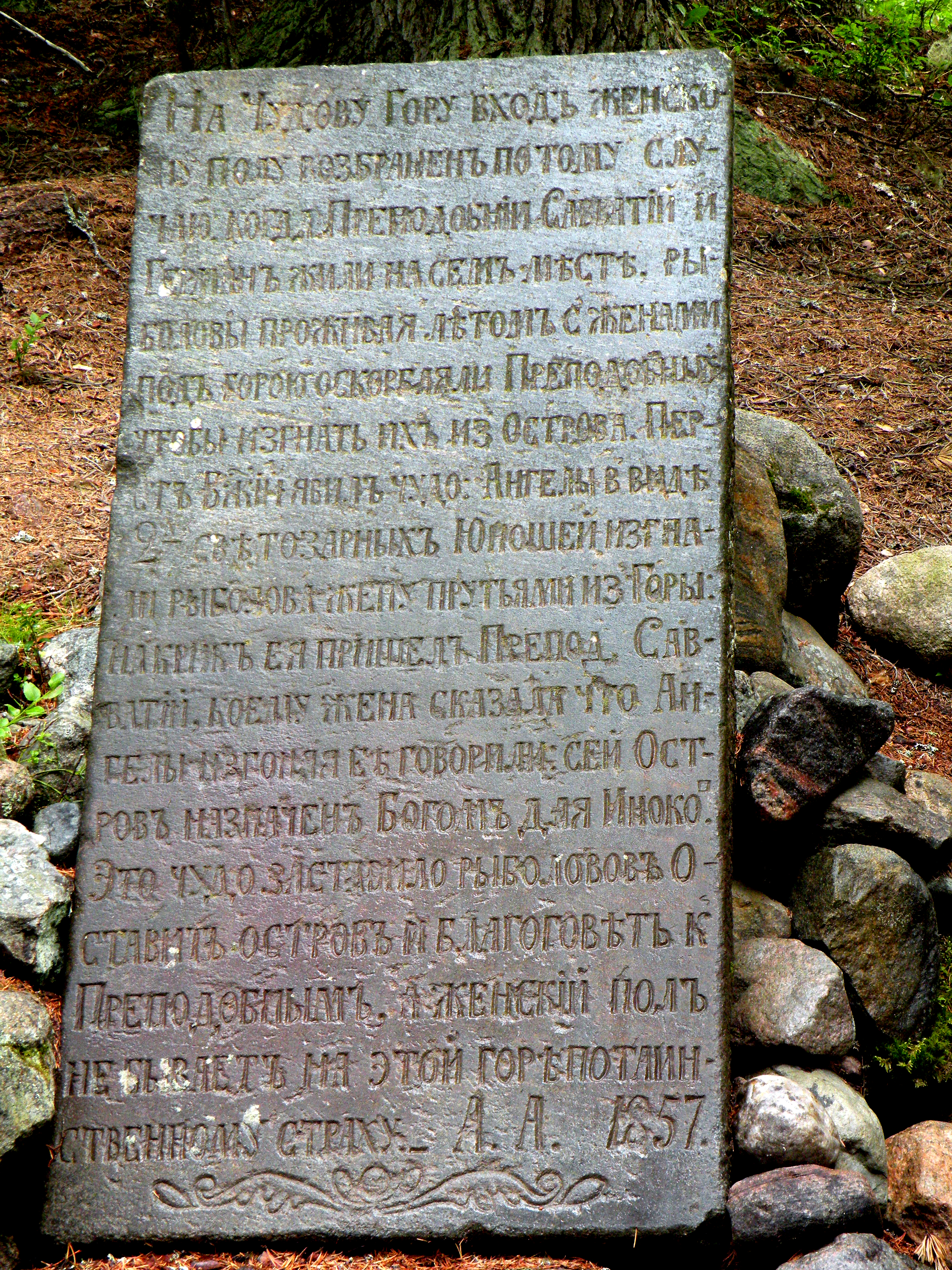
Památná deska, připomínající údajný zázrak na úpatí kopce

Dávno před založením poustevny Nanebevstoupení chovali solovečtí mniši vrch Sekirný v úctě. Sám jeho název je spojen s údajným zázrakem, který se měl stát za časů svatých Savvatije a Germana Soloveckých, žijících tehdy nedaleko, na břehu Borového zálivu. Podle legendy tito zakladatelé Soloveckého kláštera našli kdysi nedaleko od svých cel plačící ženu karelského rybáře. Ta jim vypověděla, že ji dva světlí mladíci (andělé) bili pruty a říkali při tom: Odejděte z tohoto místa, vy zde žít nemůžete. Tady bude panovat klášterní řád a shromáždí se zde mnoho mnichů ve jménu božím. Na paměť této události získal vrch název Sekirný (od slovesa сечь , tedy bít, šlehat).
Přes to přese všechno zde poustevna vznikla teprve v polovině 19. století za představeného Porfirije. V letech 1860-1862 byl postaven chrám Nanebevstoupení Páně s majákem. Poustevna byla oficiálně založena roku 1861. O něco později byla postavena dvoupatrová budova cel pro potřeby bratří a poustevníků a také ruská sauna z valounů, konírna a kopaná studna. Pod kopcem na místě, kde měli podle legendy andělé zbít rybářovu ženu, vznikla kaple zasvěcená zázraku archanděla Michaela v Chónách. Na svazích byly založeny zahrady.
V létě žilo v poustevně až 6 bratří, na zimu zůstávali 2 až 3 mniši vedoucí poustevnický život. V létě přijíždělo velké množství poustevníků, kteří chtěli pobývat na místě zázračného zjevení andělů a kochat se krásnými výhledy z vrchu.
Ve 20. a 30. letech 20. století zde byla pobočka Soloveckého tábora zvláštního určení. Objekty poustevny byly přeměněny na tzv. trestní izolátor. Vězni zde byli drženi v krutých podmínkách, mučeni, na úpatí kopce probíhaly masové popravy.

## Současnost
Duchovní život byl v poustevně obnoven roku 1992, kdy se zde po dlouhé době opět sloužila bohoslužba. V témže roce byl na úpatí kopce vztyčen poklonný kříž na památku soloveckých novomučedníků (kanonizovaných obětí komunistických represí). V roce 1993 byla do poustevny z muzea Kolomenskoje navrácena ikona Zázrak archanděla Michaela v Chónách.
Mniši se do poustevny vrátili na základě výnosu patriarchy Alexije II. roku 2003. Zároveň byla započata rekonstrukce chrámu Nanebevstoupení Páně.
Roku 2006 byly na jihozápadním svahu objeveny masové hroby 26 vězňů Soloveckého tábora zvláštního určení. Za zemřelé byla odsloužena panychida a hroby byly označeny kříži s údajem o počtu pohřbených.
V roce 2009 navštívil poustevnu patriarcha moskevský a vší Rusi Kirill, aby zde uctil památku svého děda, který zde byl kdysi vězněn.
Stále je v provozu také maják umístěný ve věži chrámu Nanebevstoupení Páně, který sloužil svému účelu i v sovětském období. Dodnes se jedná o nejvyšší maják Bílého moře.

## Galerie

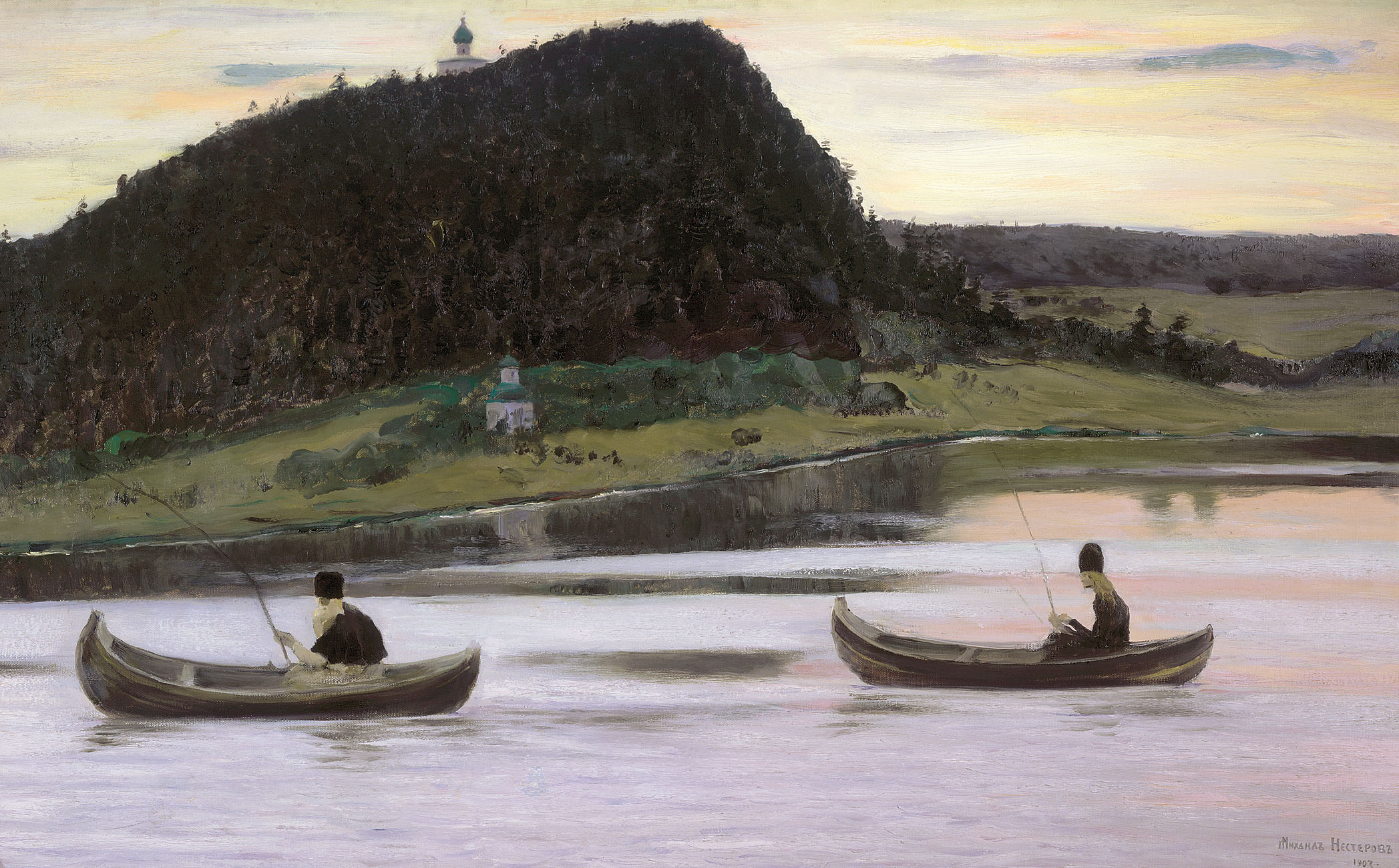
Poustevna roku 1903
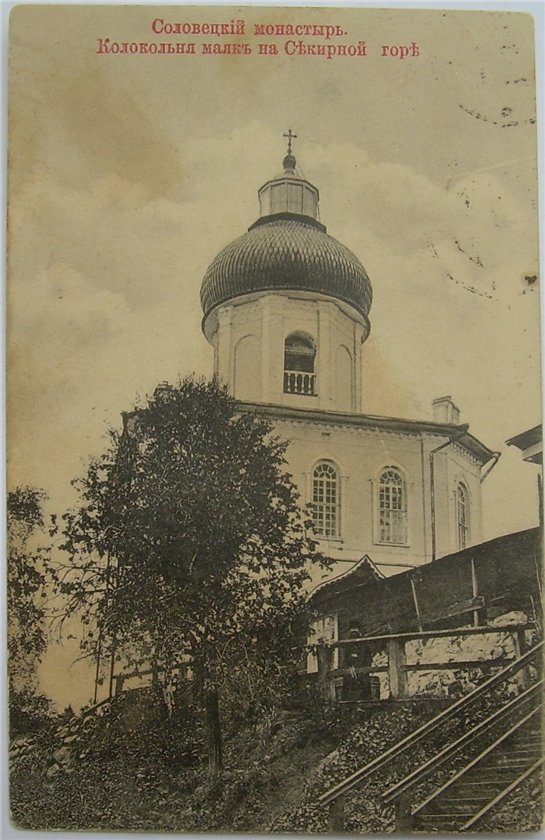
Chrám Nanebevstoupení Páně na poč. 20. stol.
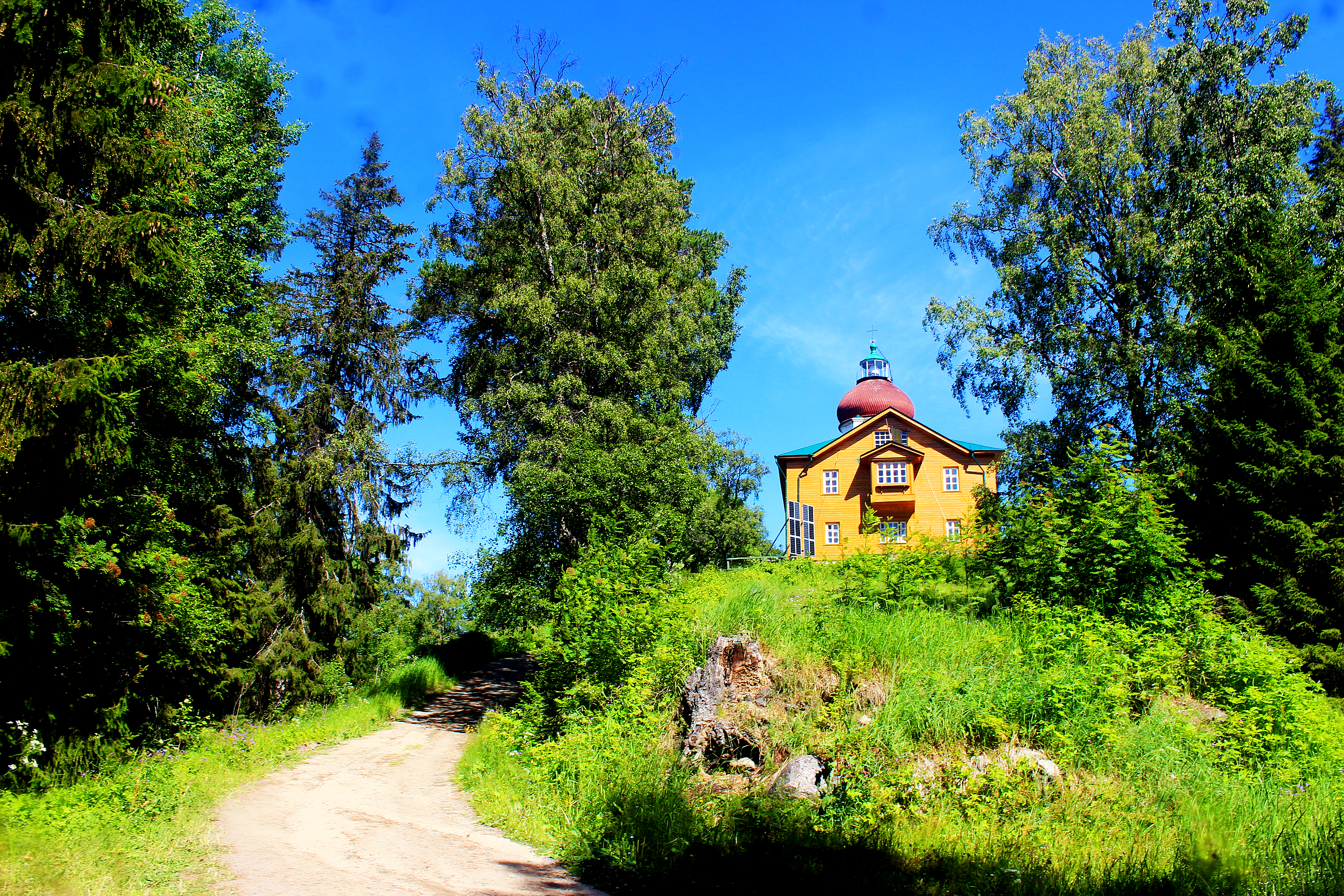
Cesta vzhůru
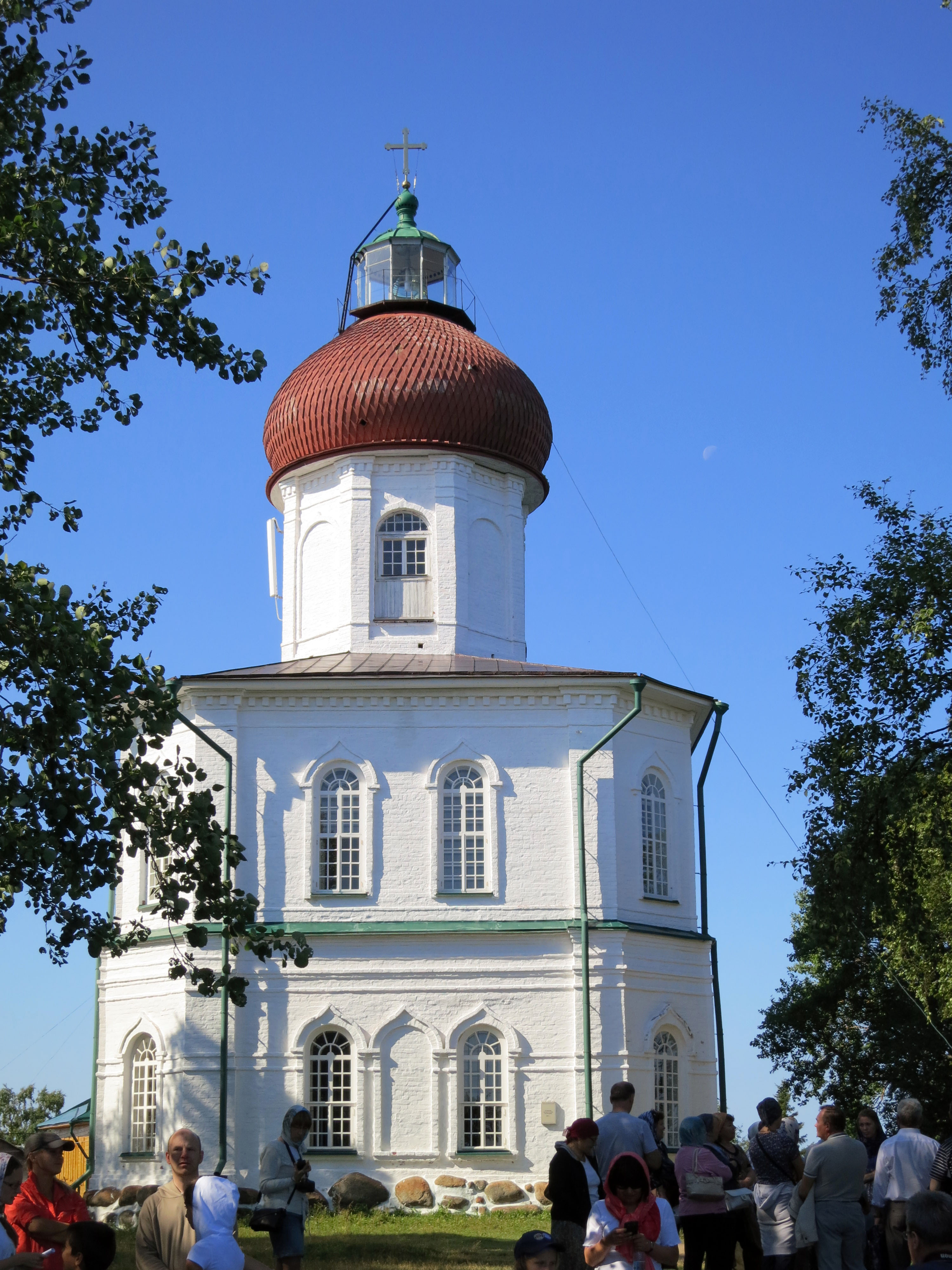
Chrám Nanebevstoupení Páně s majákem
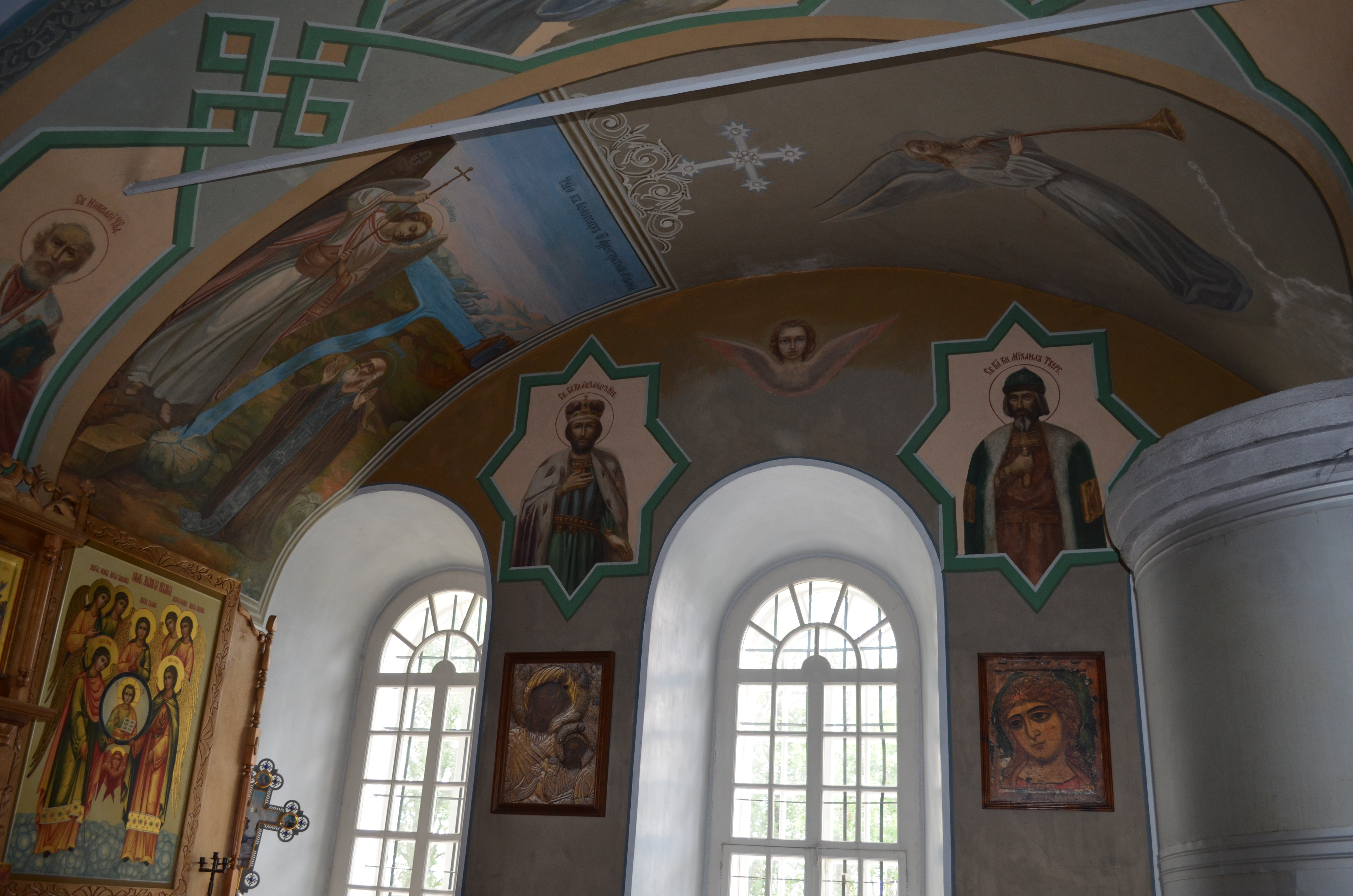
Interiér chrámu
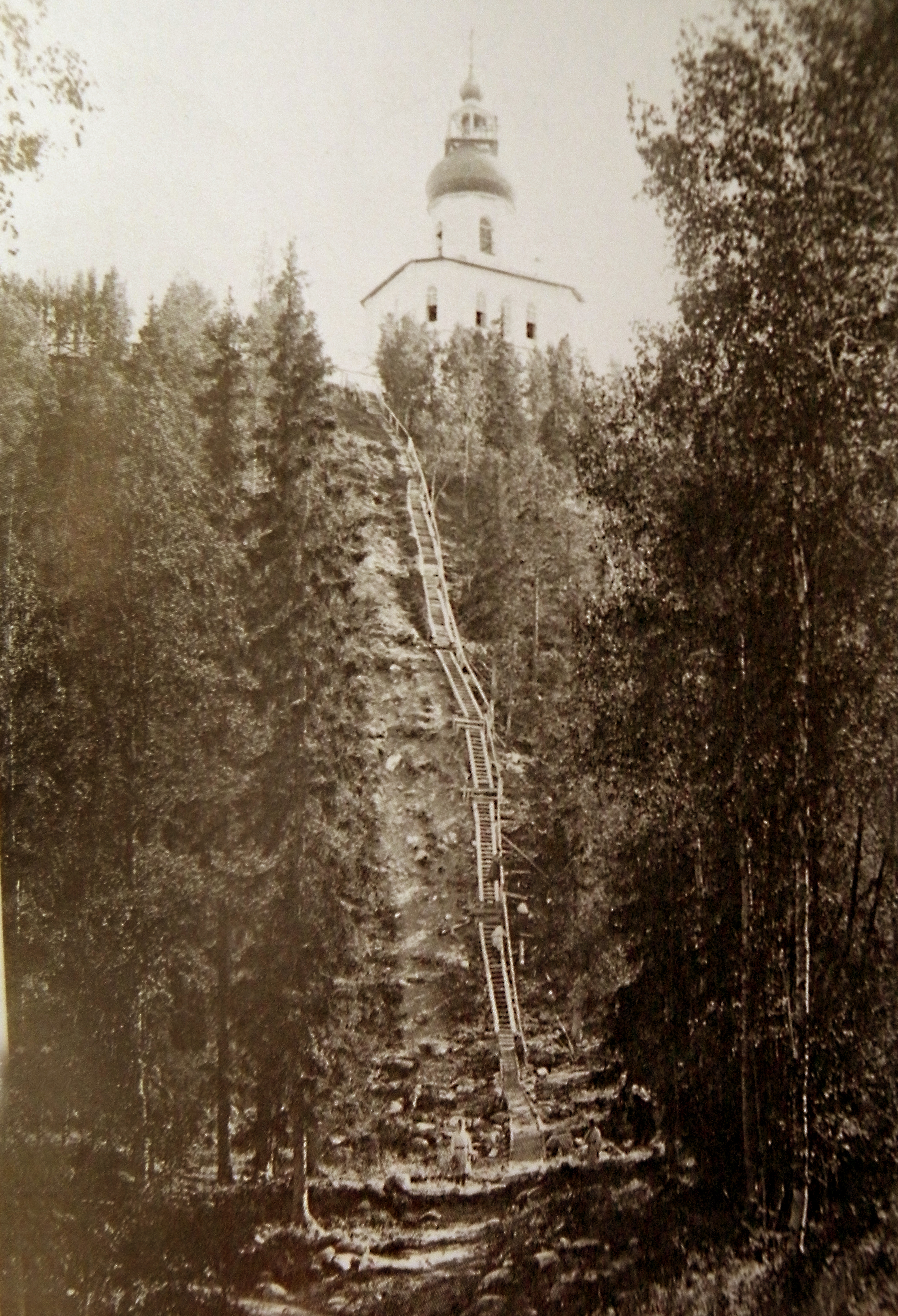
Schodiště na Sekirný vrch, 1888
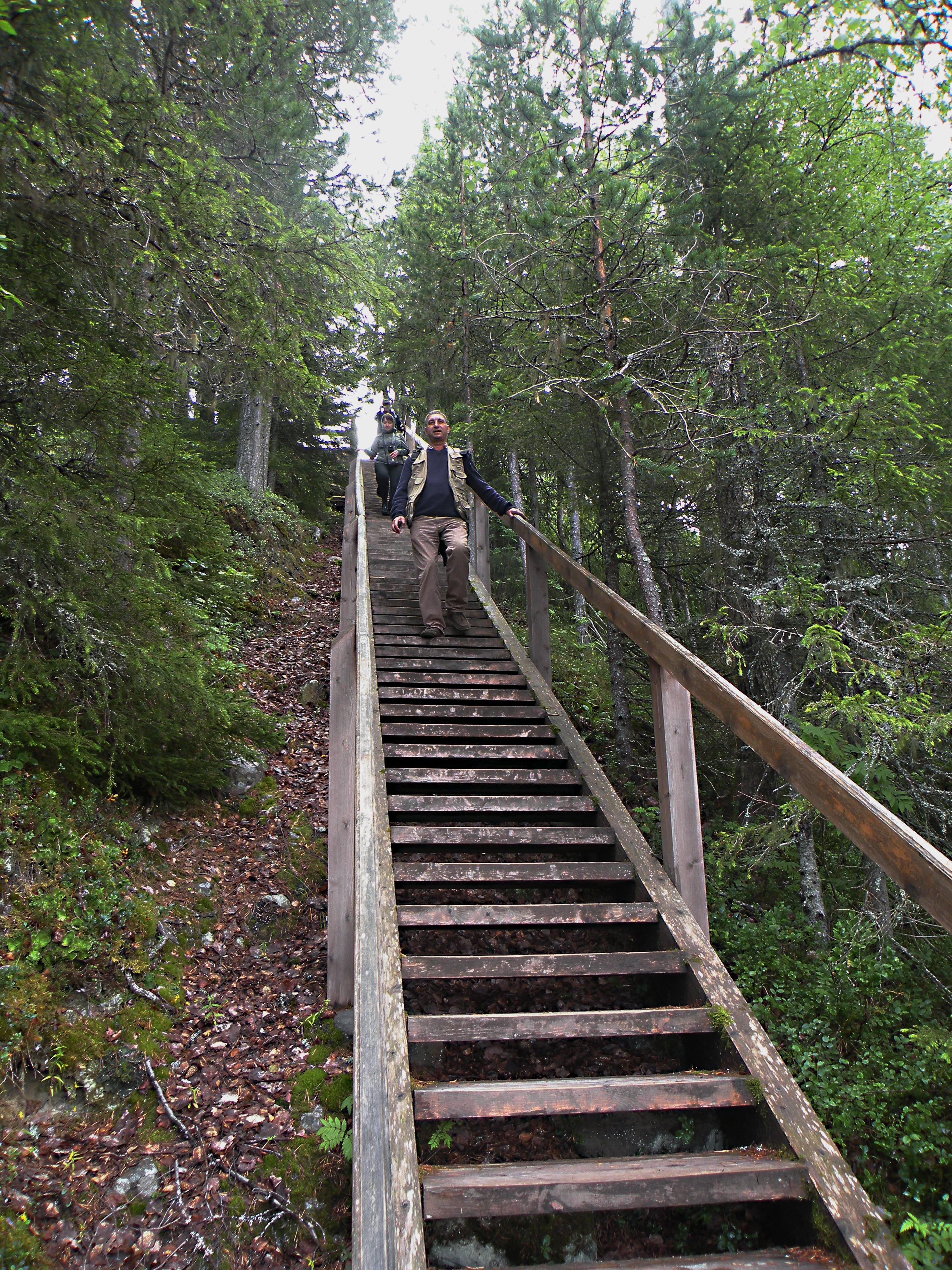
Schodiště
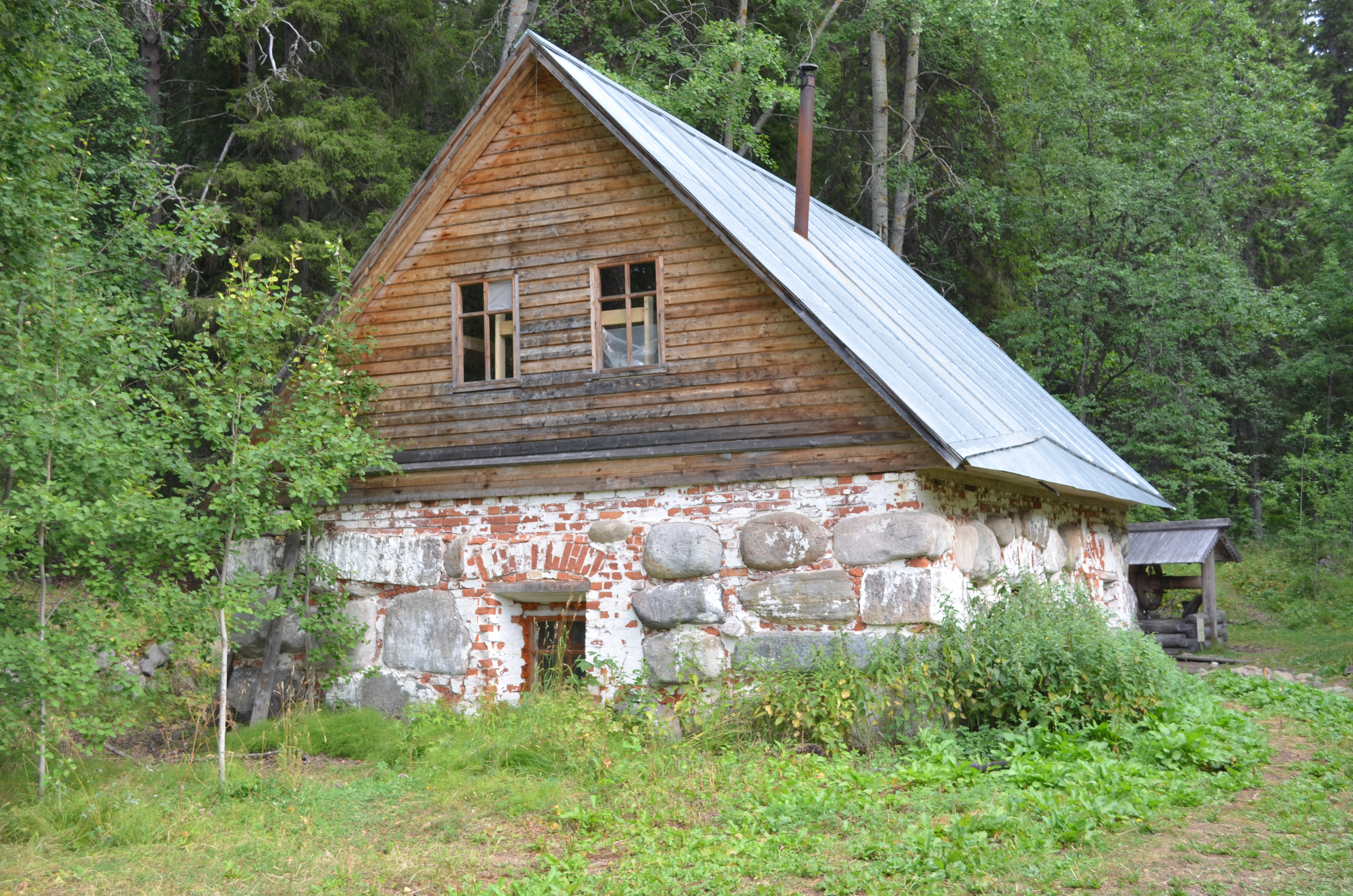
Ruská sauna
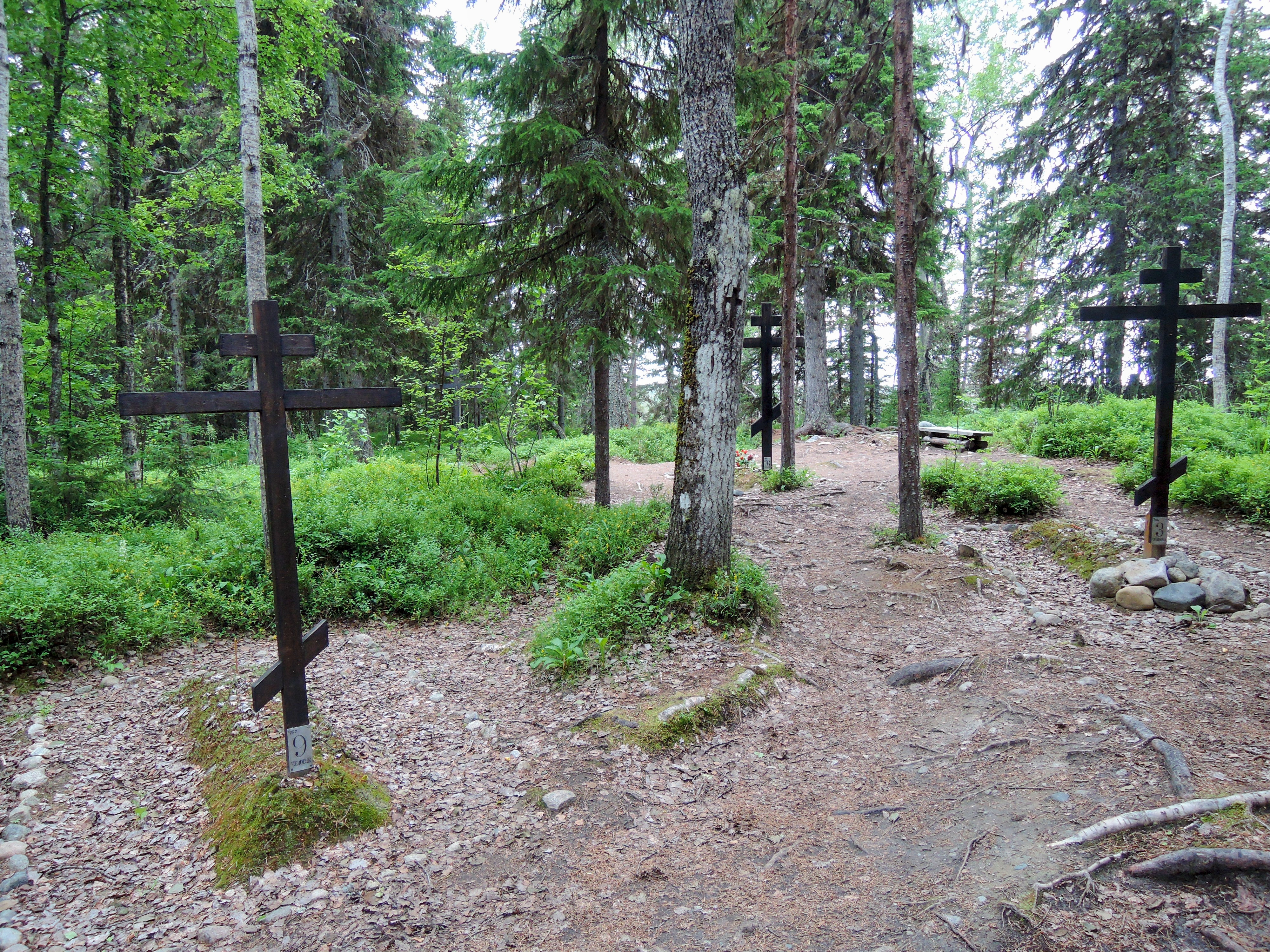
Masové hroby na úpatí Sekirného vrchu
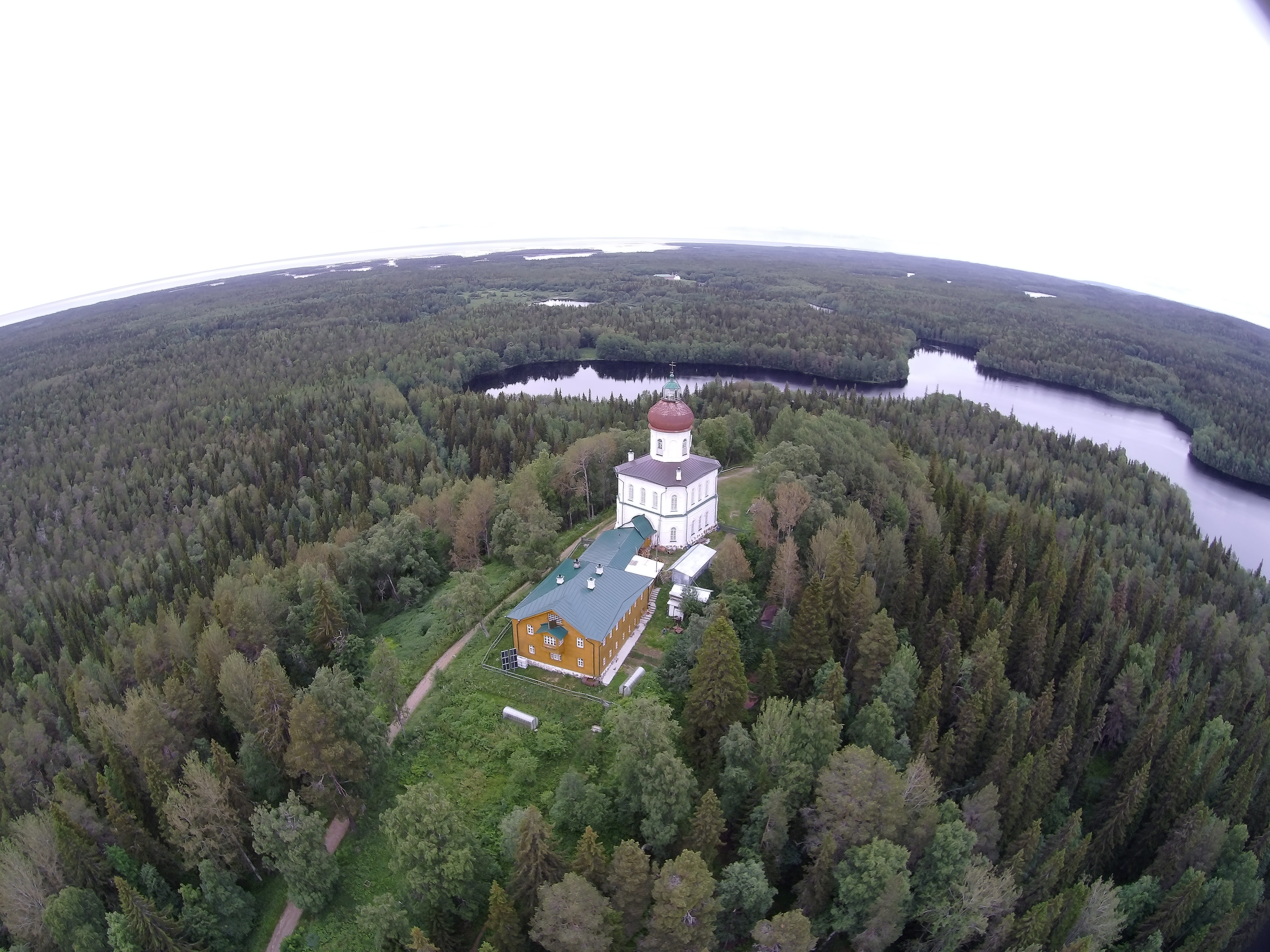
Pohled Sekirný vrch z ptačí perspektivy
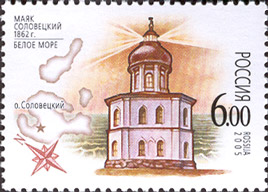
Chrám-maják na poštovní známce